# Gourfaleur
Gourfaleur era una comuna francesa situada en el departamento de Mancha, de la región de Normandía, que el 1 de enero de 2016 pasó a ser una comuna delegada de la comuna nueva de Bourgvallées al fusionarse con las comunas de La Mancellière-sur-Vire, Saint-Romphaire y Saint-Samson-de-Bonfossé.

## Demografía
| Gráfica de evolución demográfica de Gourfaleur entre 1800 y 2014 |
|                                                                  |

Los datos demográficos contemplados en este gráfico de la comuna de Gourfaleur se han cogido de 1800 a 1999 de la página francesa EHESS/Cassini, y los demás datos de la página del INSEE.